# Flaxton
Flaxton är en ort och civil parish  i Storbritannien.   Den ligger i grevskapet North Yorkshire och riksdelen England, i den centrala delen av landet, 290 km norr om huvudstaden London. Flaxton ligger 33 meter över havet och antalet invånare är 331.
Terrängen runt Flaxton är platt.Runt Flaxton är det ganska glesbefolkat, med 27 invånare per kvadratkilometer. Närmaste större samhälle är York, 13,0 km sydväst om Flaxton. Trakten runt Flaxton består till största delen av jordbruksmark.